# Mylothris atewa
Mylothris atewa är en fjärilsart som beskrevs av Berger 1980. Mylothris atewa ingår i släktet Mylothris och familjen vitfjärilar. IUCN kategoriserar arten globalt som sårbar. Inga underarter finns listade i Catalogue of Life.